# Радиотехническая система ближней навигации
Радиотехническая система ближней навигации (РСБН) — советская/российская система навигационного обеспечения полётов авиации. Радиомаяки РСБН обеспечивают автоматическое и непрерывное измерение и индикацию азимута и дальности летательного аппарата относительно наземного радиомаяка.
В настоящее время в России применяется в основном лишь в военной авиации, а в гражданской авиации используется система VOR/DME.

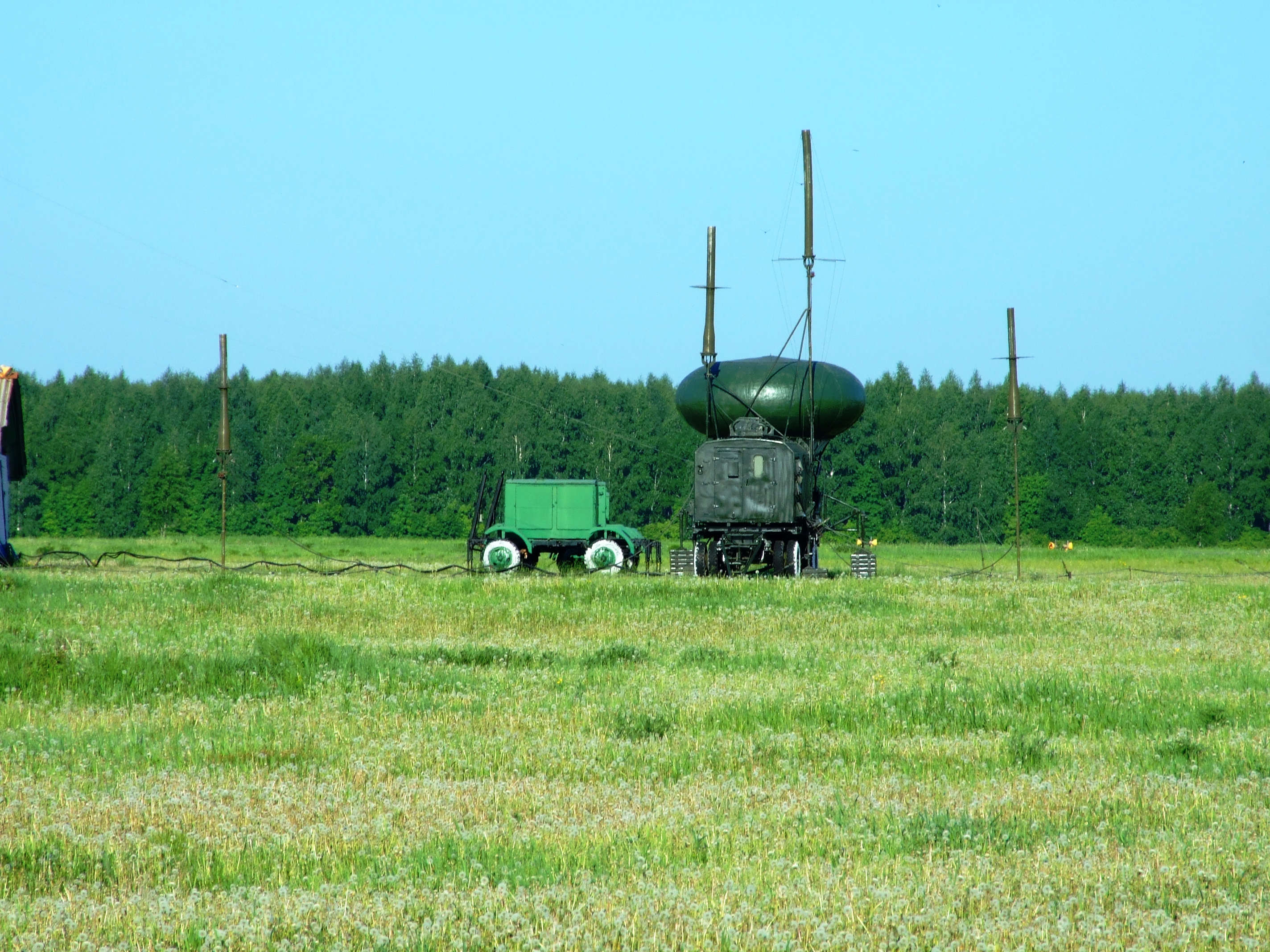
РСБН-4Н

## Принцип работы

### Канал измерения азимута
Радиомаяк излучает постоянный направленный сигнал от вращающейся антенны. Вращающаяся антенна имеет узкую двухлучевую диаграмму направленности, два луча которой плотно, прилегают" друг к другу. Направление азимута фиксируется по «провалу» между этими лучами, который имеет гораздо меньшую ширину в сравнении с самими лучами. Тем самым достигается высокая точность азимутального канала. Азимутальная антенна наземной станции РСБН вращается со скоростью 100 об/мин, и поэтому закрыта защитным колпаком. Ненаправленная антенна азимута излучает две серии импульсных сигналов: сигнал «35» и сигнал «36». Цифры обозначают количество импульсов, излучаемых за один оборот антенны. Импульсы излучаются таким образом, что когда направление антенны совпадает с направлением на север, в этот момент импульсы «35» и «36» совпадают. Кроме того, при этом излучается дополнительный сигнал («северное совпадение») .
Таким образом, зная постоянную скорость вращения направленной антенны и время между направленным и всенаправленным сигналами, можно вычислить текущий азимут воздушного судна относительно наземного радиомаяка РСБН.

### Канал измерения дальности
Бортовое оборудование воздушного судна посылает запрос, от наземного оборудования получает ответ, по величине задержки ответа относительно запроса определяется дальность. Бортовая аппаратура РСБН построена таким образом, что запросный сигнал дальности может быть послан только в момент облучения ЛА сигналом азимутальной антенны и привязывается к последовательности опорных импульсов «36». Это позволяет определить точку местоположения не только на борту ЛА, но и на земле.
Из-за наличия быстровращающейся крупногабаритной антенны внутри колпака, наземная станция РСБН имеет жаргонное название «стиральная машина».

## Состав аппаратуры

### Бортовая аппаратура
- РСБН-2С «Свод»; состав:
  - «СПАД-2» — (приёмник) самолётный приёмник азимута и дальности;
  - «СЗД-М» — (передатчик) самолётный запросчик дальности;
  - «БИА» — блок измерения азимута;
  - «БД» — блок дальности;
  - «ЩУ» — щиток управления;
  - «БО СРП» — счётно-решающего прибор; состав:
    - блок отработки;
    - блок управления;

  - прямопоказывающие приборы дальности и азимута:
    - «ППДА-П» пилота;
    - «ППДА-Ш» штурмана.

- РСБН-2СА «Свод-струна»; состав:
  - «СПАД-2» — самолётный приёмник азимута и дальности;
  - «СЗД-М» — самолётный запросчик дальности;
  - «БИА» — блок азимута;
  - «БД» — блок дальности;
  - «ЩУ» — щиток управления;
  - «БО» — блок оценки;
  - «В-10» — блок коррекции;
  - «ЩКП-2» — щиток контроля посадки;
  - «ППДАШ» — прибор, показывающий дальность и азимут.

- РСБН-2СВ.
- РСБН-5С.

- РСБН-6С «Ромб»; состав:
  - «СПАД-2И» — самолётный приёмник азимута и дальности;
  - «СЗД-ПМ» — самолётный запросчик дальности;
  - «БИО» — моноблок; состав:
    - «БИАД-01» («БИАД-04») — блок измерения азимута и дальности;
    - «БО» («БО-01», «БО-04») — блок отработки;
    - «БС» («БС-04») — блок сопряжения;

  - «БВН» — блок вычисления навигации;
  - «БВП» — блок вычисления посадки;
  - «ЩПК» — щиток переключения кодов;
  - «ЩКП» — щиток контроля посадки;
  - «ЩУ» — щиток управления;
  - «ППД-2» — прибор, показывающий дальность.

- РСБН-6СВ.
- РСБН-7С.
- РСБН-ПКВ.
- РСБН «изделие А-312».
- РСБН «изделие А-321».

- РСБН «изделие А-324» «Клистрон» (литеры «ДК-18», «ДЛ-18», «ДМ-18», «ДН-18»); состав:
  - блок «А-312-001» — азимутально-дальномерный приёмник;
  - блок «А-312-002» — самолётный запросчик дальности;
  - блок «А-324-031» или «А-324-050» — щиток управления;
  - блок «А-324-016» — процессор сигналов;
  - блок «А-312-026».

- РСБН-85.
- РСБН-85В.

### Наземная аппаратура
- РСБН-2Н (1959 год).
- РСБН-4Н (1963 год).
- РСБН-6Н (1969 год).
- ПРМГ-4.
- ПРМГ-5.
- ПРМГ-76.